# 9 Eskadra Lotnictwa Taktycznego
9 Eskadra Lotnictwa Taktycznego (9 elt) – pododdział Wojsk Lotniczych.

## Formowanie
Z dniem 1 stycznia 2001 roku, na bazie rozformowanego 9 Pułku Lotnictwa Myśliwskiego, sformowana została 9 Eskadra Lotnictwa Taktycznego.
W 2002 roku 9 Eskadra Lotnictwa Taktycznego została rozformowana.

## Dowódcy eskadry
- mjr dypl. pil. Ryszard Raczyński